# Questa creatura delle tenebre
Questa creatura delle tenebre (This Thing of Darkness nella versione originale) è un romanzo storico scritto da Harry Thompson, che ripercorre la biografia del capitano FitzRoy a partire dal suo primo viaggio sul brigantino Beagle. Candidato al Booker Prize 2005, il romanzo è basato sulla documentazione storica e riporta in gran parte avvenimenti realmente accaduti.

## Trama

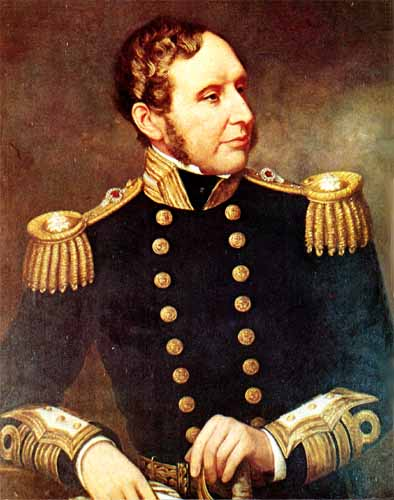
Il Capitano Robert FitzRoy

Nel 1828 Robert FitzRoy è incaricato di una missione di rilevamento cartografico dell'estremo Sud del sudamerica a bordo del brigantino Beagle. Nel corso del viaggio, quattro indigeni Fueghini vengono catturati e portati in Inghilterra per essere civilizzati. I tre sopravvissuti saranno riportati nella Terra del Fuoco durante il secondo viaggio del Beagle, quando a bordo si trova un giovane naturalista dalle stravaganti idee, Charles Darwin.
Il capitano FitzRoy subirà numerose delusioni e contrasti, trovandosi a lottare, oltre che con personaggi ed elementi avversi, con il fantasma della depressione, che alla fine avrà la meglio.
FitzRoy fu un esperto geometra e idrografo. Come governatore della Nuova Zelanda, negli anni 1843-1845, cercò di proteggere i maori da vendite illegali di terre rivendicate dai coloni britannici. Fu inoltre un pioniere dello sviluppo di grafici per consentire le previsioni meteorologiche, le quali previsioni sono chiamate appunto "previsioni del tempo" in base ai suoi tentativi di prevedere i cambiamenti atmosferici. Pubblicò le prime previsioni meteo di tutto il mondo su The Times nel 1860, fornendo inoltre delle previsioni personalizzate alla regina Vittoria.
Si suicidò nell'aprile del 1865 a seguito di una forte depressione nervosa unita a problemi intercorsi all'Ufficio Meteorologico che dirigeva, nonché a difficoltà finanziarie.

## Critiche

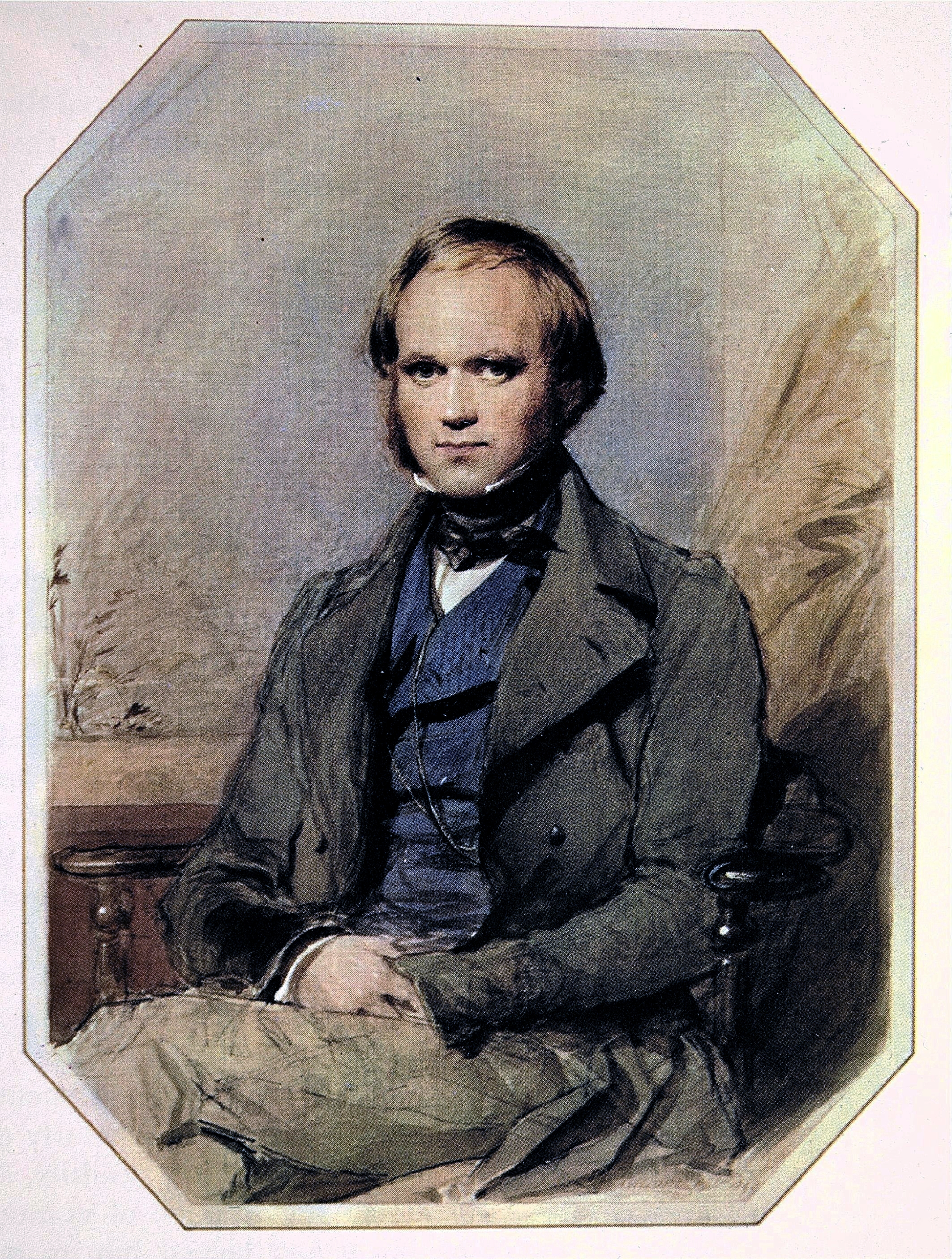
Charles Darwin negli anni 1830

Susanna Nirenstein, su la Repubblica (2013), scrive:
(Susanna Nirenstein, "Rotta verso la Patagonia alla ricerca di Darwin")
Robert Colvile, in una recensione su The Observer (2015), commenta: "I fatti del viaggio di Charles Darwin alle Galapagos e la sua formulazione della teoria della selezione naturale, sono ben noti. Ci vuole un autore esperto per creare un nuovo modello da tale familiare trama, ma questo è esattamente ciò che Harry Thompson ha fatto. [...] Sebbene raramente lirica, la prosa di Thompson guida il lettore attraverso le 750 pagine del libro con la forza inarrestabile di una corrente oceanica, fondendo azione vivace, idee rivoluzionarie ed emozioni tormentate in un debutto veramente memorabile."
Il critico Erminio Fischetti scrive (2013): "Thompson affida l'asse focale della narrazione al personaggio di FitzRoy, riscoprendo la figura di un uomo straordinario che fu al tempo il maggior confidente di Darwin, con il quale si scontrò più volte per le sue teorie evoluzioniste concepite proprio durante quel viaggio, discussioni spesso riportate nei diari di entrambi e che l'autore ha utilizzato per la precisa ricostruzione dei dialoghi fra i due uomini. L'autore inglese però non vuole certo scrivere un romanzo su Darwin, non lo rende pertanto la figura centrale della vicenda, ma è FitzRoy il perno della narrazione, uomo bistrattato e dimenticato dalla Storia nonostante i suoi numerosi contributi. [...] Un romanzo a tutti gli effetti, ricco di dettagli storici e sfumature psicologiche degne della migliore letteratura dell'ultimo decennio, in patria questo libro è ormai un classico."